# Apamea arabs
Apamea arabs är en fjärilsart som beskrevs av Charles Oberthür 1881. Apamea arabs ingår i släktet Apamea och familjen nattflyn. Inga underarter finns listade i Catalogue of Life.